# David van Vactor
David van Vactor (Plymouth, Indiana, 8 mei 1906 – Los Angeles, Californië, 1994) was een Amerikaans componist, muziekpedagoog, dirigent en fluitist.

## Levensloop
Van Vactor studeerte eerst aan de School of Music van de Northwestern-universiteit, in Evanston, Illinois en behaalde daar zijn Bachelor of Music. Aansluitend ging hij naar Parijs en studeerde aan het Conservatoire national supérieur de musique compositie bij Paul Dukas en fluit bij Marcel Moyse. Verdere studies voor fluit deed hij bij Josef Niedermayr in Wenen.
Zijn muzikale carrière begon bij het Chicago Symphony Orchestra waar hij onder de dirigent Frederick Stock lange jaren spelde. Eveneens was hij docent voor muziektheorie aan de Northwestern-universiteit en dirigeerde het kamerorkest van deze inrichting. Na uitgebreide concertreizen door Zuid-Amerika, een keer als lid van een blazerskwintet en drie malen als gastdirigent van de orkesten van Rio de Janeiro en Santiago, werd hij tweede dirigent van het filharmonisch orkest van Kansas City en tegelijkertijd ook hoofd van de afdeling muziektheorie en compositie aan het Conservatory of Music, Kansas City. Tot zijn overlijden was hij professor emeritus voor compositie en fluit aan de Universiteit van Tennessee in Knoxville.
In 1947 was hij medeoprichter van een afdeling van schone kunsten aan de Universiteit van Tennessee in Knoxville en tegelijkertijd dirigent van het symfonie orkest van Knoxville, een functie waarin hij 25 jaren werkzaam was. Als gastdirigent heeft hij ook gewerkt met het London Symphony Orchestra en het Symfonieorkest van de Hessische Rundfunk in Frankfurt am Main.
Hij vond ook nog tijd en inspiratie om te componeren en schreef meer dan 100 werken, onder andere zeven symfonieën, negen concerten, vijf grote werken voor koor en orkest, talloze werken voor orkest, kamermuziek en vocale muziek en meerdere werken voor harmonieorkest.

## Composities

### Werken voor orkest

#### Symfonieën
- 1937 - Symfonie nr. 1 in D groot
- 1942 - Symfonie nr. 2 "Music for the Marines"
  1. Allegro giusto
  2. Adagio-quasi andante
  3. Tempo di marcia
- 1958 - Symfonie nr. 3 in C groot
- 1971 - "Walden" Symfonie nr. 4, voor gemengd koor en orkest - tekst: Thoreau
  1. The Universe
  2. Interlude
  3. Chorale
  4. Allegro scherzando
- 1975 - Symfonie nr. 5
- 1979-1980 - Symfonie nr. 6, voor harmonieorkest
  1. Allegro moderato
  2. Andante
  3. Allegro vivo
- 1982 - Symfonie nr. 7
  1. Moderato sostenuto - Allegro marcato
  2. Andantino e dolce
  3. Allegro scherzando
  4. Lento expressivo
  5. Moderato assai - Allegro vivo

#### Concerten voor instrumenten en orkest
- 1932 - Concerto, voor fluit en orkest
- 1935 - Concerto a quattro, voor drie fluiten, harp en orkest
- 1940 - Concerto, voor altviool en orkest
- 1947 - Pastorale and Dance, voor fluite en strijkers
- 1951 - Concerto, voor viool en orkest
- 1962 - Suite, voor trompet en klein orkest
- 1972 - Andante and Allegro, voor altsaxofoon en strijkers

#### Andere orkestwerken
- 1928 - Chaconne, voor strijkorkest
- 1929 - Vijf kleine stukken, voor groot orkest
- 1930 - Ouverture "Christobal Colon"
- 1932 - Masque of the red death (prijswinner op de Gustavus Swift Composition Contest)
- 1933 - Passacaglia and Fugue in d-minor
- 1934 - Ouverture to a Comedy no. 1
- 1938 - Symphonic Suite
- 1938 - Vijf Bagatellen, voor strijkers
- 1939 - Divertimento, voor klein orkest
- 1941 - Adagio Mestoso, voor strijkorkest
- 1941 - Ouverture to a Comedy no. 2
- 1941 - Variazioni Solenne
- 1943 - Fanfare, voor orkest
- 1944 - United Nations Fanfare
- 1946 - Recitative and Saltarello
- 1950 - Prelude and March
- 1951 - Armed Forces Medley
- 1957 - Fantasie, Chaconne and Allegro
- 1959 - Trojan Women Suite
  1. "Hecuba" Moderato assai
  2. "Polyxena" Lento con moto
  3. "Helen" Moderato assai
- 1960 - Inauguration: Fanfare and March
- 1963 - Sewanee Suite
- 1963 - Suite for orchestra on Chilean Folk Tunes
  1. El Cuando
  2. El Aire
  3. Zamacueca
  4. Zapateo
- 1964 - Sinfonie breve
- 1970 - Louise - A Requiescat, voor strijkers
- 1974 - "Holy Manna" Chorale Prelude
- 1974 - Prelude and Fugue in C, voor strijkorkest

### Werken voor harmonieorkest
- 1936-1943 - Xontquiers, March
- 1964 - Passacaglia - Chorale and Scamper
- 1968 - Four Etudes, voor harmonieorkest
- 1969 - Sarabande con variazione, voor koperkwintet, strijkers en harmonieorkest
- 1972 - Set of five Marches, voor harmonieorkest
  1. Allegro, poco pesante
  2. Allegretto
  3. Grave e lugubre
  4. Allegro moderato, sempre marcato
  5. Allegro molto, tempo di galoppo
- 1972 - Suite, voor drie of vier trompetten (D, Bes, Es, Es picc.), een trompettist en harmonieorkest
  1. Lento
  2. Allegro giusto: Doppio Movimento
  3. Adagio
  4. Allegro vivo
- 1975 - Nostalgia "Homage to Percy Wenrich"
  1. "When You Wore a Tulip"
  2. "On Moonlight Bay"
  3. "Put On Your Old Grey Bonnet"
- 1978 - The Elements, voor harmonieorkest
  1. Terra - largo
  2. Aqua - moderato grazioso
  3. Aer - Scherzando
  4. Ignis - moderato
  5. Ether - lento con moto
- 1979-1980 - Symfonie nr. 6, voor harmonieorkest (zie Symfonieën)

### Muziektheater

#### Balletten
| Voltooid in | titel                                     | aktes | première                             | libretto | choreografie            |
| ----------- | ----------------------------------------- | ----- | ------------------------------------ | -------- | ----------------------- |
| 1931        | The Play of Words                         |       | 1934, Chicago, Goodman Theatre       |          |                         |
| 1961        | Dance Contrasts                           |       |                                      |          | May O'Donnell & Company |
| 1963        | Brass Octet                               |       | 1968, Muncie Ball State Universiteit |          | Kay Knight              |
| 1963        | Suite for Orchestra on Chilean Folk Tunes |       | 1965, Knoxville                      |          | Irma Witt O'Fallon      |

### Werken voor koor
- 1941 - O Haupt voll Blut und Wunden, voor gemengd koor en twee piano's
- 1953 - Acht a capella koren uit "A Shropshire Lad", voor gemengd koor - tekst: A. E. Housman
- 1957 - Choral Fanfare (Psalm 19), voor gemengd koor
- 1962 - Anthem (Ascension Day Collect), voor gemengd koor en orgel
- 1974 - Veni Immanuel, voor twee jongen-koren, gemengd koor en orkest

### Vocale muziek
- 1935 - Nachtlied, voor sopraan en strijkers
- 1941 - Credo, voor mezzosopraan solo, gemengd koor en orkest - tekst: Booth Tarkington
- 1977 - Episodes - Jesus Christ, dramatische cantate over het leven van Jesus Christus voor solisten (SATB), gemengd koor en orkest
- 1947 - Cantata voor solisten en orkest
  1. Overture
  2. La Alegria Profunda: (Daniel de laVega)
  3. Alma, no me digas nada (Juan Guzman Cruchaga)
  4. La Mariposa Muerta: (Eugenio Florit)
  5. Cancion de la cuna: (Max Jara)
  6. Libre la frente (Ruben Dario)
- 1954 - "The New Light", kerst-cantate voor spreker, sopraan, bariton, jongenstemmen, gemengd koor en orkest
- 1976 - Three Songs, voor sopraan, altfluit, althobo en basklarinet
- 1978 - "Lucky's Tirade", voor tenor, fluit, hobo, klarinet en fagot - tekst: uit "Wachten op Godot" van Samuel Beckett